# 致道館
1. 江戸時代の庄内藩の藩校。本稿に記述。
2. 江戸時代の湯長谷藩、大垣藩、山家藩、土佐藩、日出藩の藩校。

致道館（ちどうかん）は、庄内藩の藩校。所在地は山形県鶴岡市馬場町11-45。

## 沿革

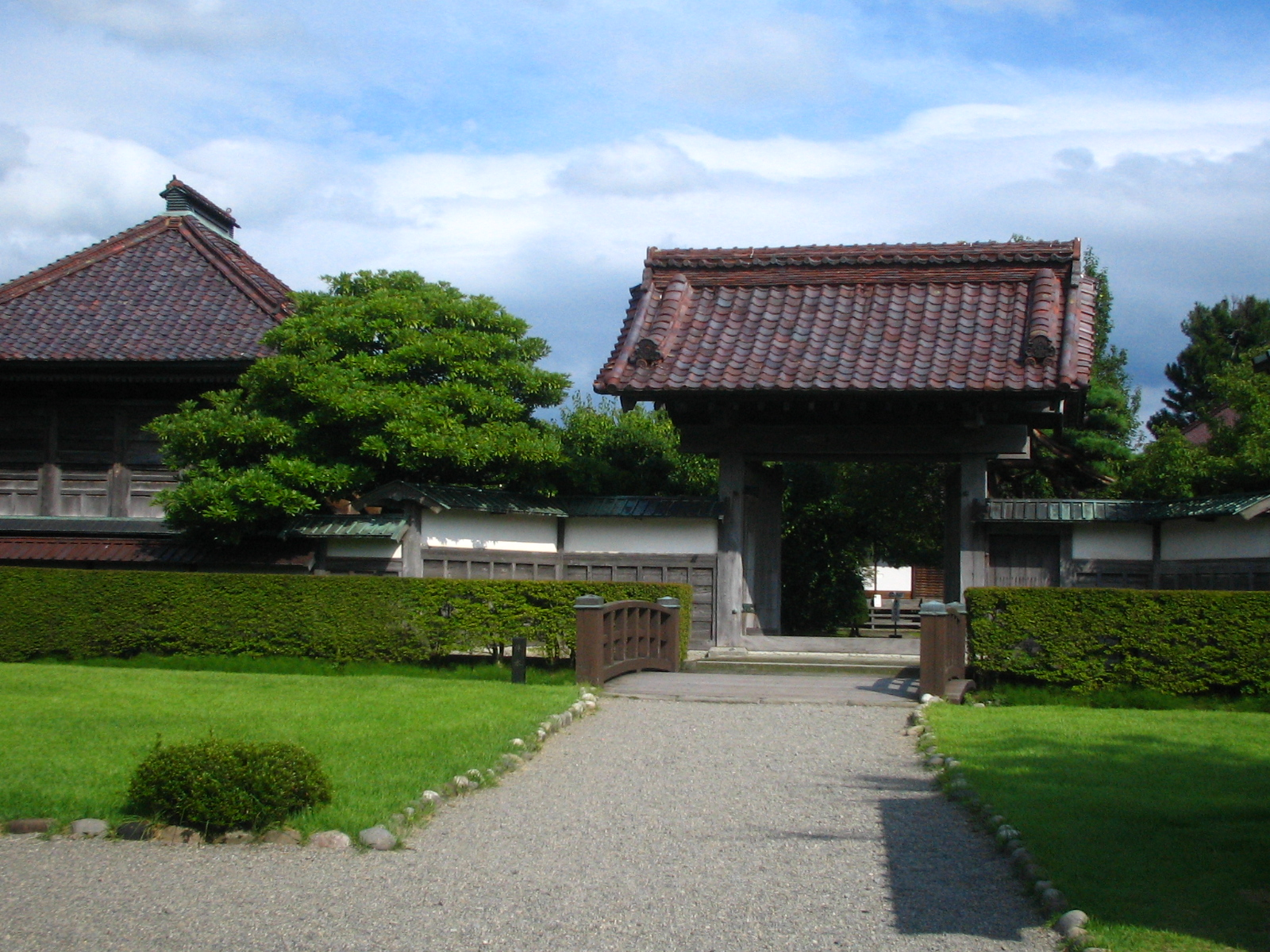
表御門（おもてごもん）

文化2年（1805年）、庄内藩七代目藩主・酒井忠徳によって創設された学問所に始まる。当時は現在の鶴岡市日吉町にあったが、文化13年（1816年）に八代目藩主の酒井忠器によって鶴ヶ岡城三の丸曲輪内に移された。明治6年（1873年）廃校。
東北地方に現存する唯一の藩校建造物で、孔子を祀る聖廟、講堂、御入間、表御門などの建物とその敷地一帯は国の史跡に指定されている。昭和40年（1965年）から復元が始まり、昭和47年（1972年）から一般公開されている。

## 関連施設
- 致道博物館
致道館と同様、鶴ヶ岡城の三の丸曲輪内にある。旧西田川郡役所（重要文化財）、旧鶴岡警察署庁舎（県指定の有形文化財）、旧渋谷家住宅（重要文化財）等の建築物や、致道館で使用されていた典籍類、木製の生活用具等が保存されている。
- 聖廟舊趾碑（せいびょうきゅうしひ）
酒井忠徳によって創設された学問所の移転跡地に建てられた碑が残っている。
- 山形県立致道館中学校・高等学校
2024年（令和6年）4月1日に開校した山形県立中高一貫校。校名は致道館にちなむ。